# Église-Neuve-de-Vergt
Église-Neuve-de-Vergt ist eine französische Gemeinde mit 583 Einwohnern (Stand 1. Januar 2022) im Département Dordogne in der Region Nouvelle-Aquitaine (vor 2016: Aquitanien). Sie gehört zum Arrondissement Périgueux und zum Kanton Périgord Central.
Der Name in der okzitanischen Sprache lautet Gleisa nueva de Vern und bedeutet „Neue Kirche von Vergt“.
Die Einwohner werden Neuveglisiens und Neuveglisiennes genannt.
Die Gemeinde erhielt 2022 die Auszeichnung „Eine Blume“, die vom Conseil national des villes et villages fleuris (CNVVF) im Rahmen des jährlichen Wettbewerbs der blumengeschmückten Städte und Dörfer verliehen wird.

## Geographie
Église-Neuve-de-Vergt liegt ca. zwölf Kilometer südlich und im Einzugsbereich (Aire urbaine) von Périgueux und ca. 30 Kilometer nordwestlich von Bergerac in der Region Périgord Central der historischen Provinz Périgord.
Umgeben wird Église-Neuve-de-Vergt von den Nachbargemeinden:
|           | Sanilhac                                    |          |
| Chalagnac | Kompassrose, die auf Nachbargemeinden zeigt | Sanilhac |
| Vergt     |                                             |          |

## Geschichte
Die Geschichte von Église-Neuve-de-Vergt ist mit der Geschichte des Périgords verknüpft. Die Dordogne und damit auch die Gemeinde waren in dem Hundertjährigen Krieg zwischen 1337 und 1453 und den Hugenottenkriegen im 16. und 17. Jahrhundert involviert. Der markanteste Vorfall war hierbei die Schlacht von Vergt im Oktober 1562. Aufgrund der Erhebung von neuen Steuern trotz einer allgemeinen Notlage führte zur Rebellion der Croquants zwischen 1584 und 1636. 1862 wurde am Namen der Gemeinde der Zusatz „de-Vergt“ angefügt, um sie von anderen Gemeinde mit dem Namen „Église-Neuve“ zu unterscheiden.

### Toponymie
Toponyme und Erwähnungen von Église-Neuve-de-Vergt waren:
- Ecclesia Nova d’Uschel (1346, Geschenk des Königs an den Herzog des Périgord, Collection de l’abbé de Lespine),
- Silnum (1360, Collection de l’abbé de Lespine),
- Ecclesia Nova de Ussel (1365, Collection de l’abbé de Lespine),
- Église Neufve du Sel und Sainte-Marie-du-Sel (1539, Notarielle Register bzw. Atlas des Périgord),
- Gleize Neuve (17. Jahrhundert, Atlas von Blaeu),
- Eglise neuve du Sel (1750, Karte von Cassini),
- L’Eglise Neuve (1793, Notice Communale),
- Eglise-Neuve (1801, Bulletin des Lois).[6][7][8]

Der Namensteil „Ussel“, später abgeleitet nach „du Sel“, stammt vom gallischen Wort uxello (deutsch erhöht) ab, das mit der erhöhten Lage des Dorfes einhergeht. Der Name „Saint-Marie“, der dem Dorf in einer bestimmten Zeit gegeben wurde, weist auf eine Weihestätte der heiligen Maria zur Heilung bestimmter Krankheiten (Epilepsie und Chorea minor) hin.

### Einwohnerentwicklung
Nach Beginn der Aufzeichnungen stieg die Einwohnerzahl in der zweiten Hälfte des 19. Jahrhunderts auf einen ersten Höchststand von rund 500. In der Folgezeit sank die Größe der Gemeinde bei kurzen Erholungsphasen bis zu den 1960er Jahren auf rund 215 Einwohner, bevor sich eine Wachstumsphase mit zeitweise beträchtlichen Steigerungen einstellte, die heute noch anhält und neue Höchststände der Gemeindegröße ergibt.
| Jahr      | 1962 | 1968 | 1975 | 1982 | 1990 | 1999 | 2006 | 2010 | 2022 |
| --------- | ---- | ---- | ---- | ---- | ---- | ---- | ---- | ---- | ---- |
| Einwohner | 217  | 250  | 272  | 272  | 307  | 326  | 333  | 435  | 583  |

## Gemeindepartnerschaft
Église-Neuve-de-Vergt unterhält über den ehemaligen Kanton Vergt seit 1996 eine Partnerschaft mit Saint-Jacques-de-Montcalm in der kanadischen Provinz Québec.

## Sehenswürdigkeiten

### PfarrkircheSaint-Barthélemy

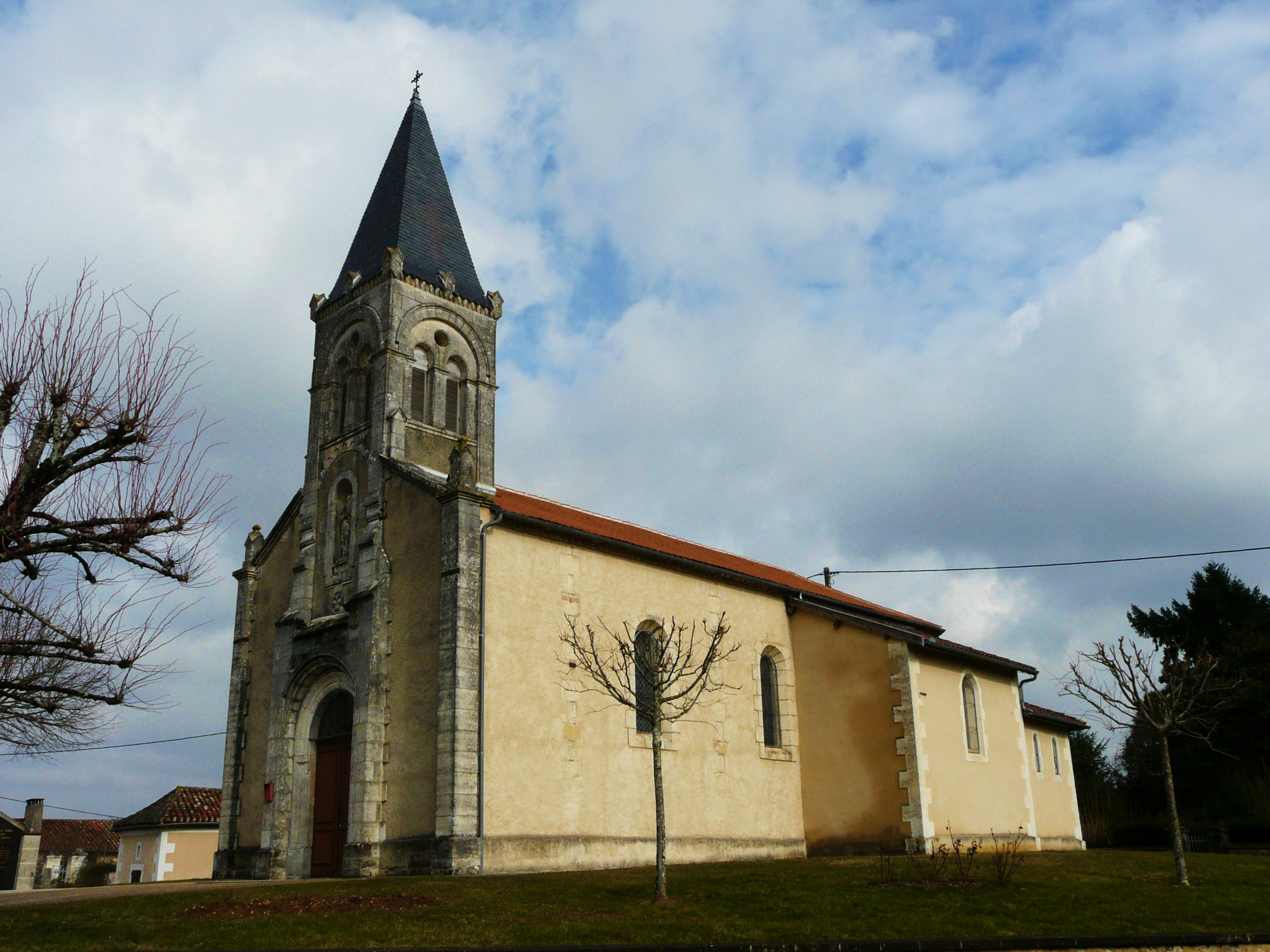
Pfarrkirche Saint-Barthélemy

Die frühere Pfarrkirche der Gemeinde befand sich im Weiler la Parélie, ca. 1,5 km nordwestlich des heutigen Zentrum von Église-Neuve-de-Vergt. Sie wurde im 18. Jahrhundert durch einen Brand zerstört. Die heutige Pfarrkirche ist ein Neubau aus dem Jahre 1867. Drei rundbogenförmige Fenster akzentuieren das Langhaus. Zwei abgerundete Fenster der flach abschließenden Apsis lassen Licht in den Chor fallen. Wie für die Bauweise des 19. Jahrhunderts typisch, gewährt eine Vorhalle mit dem darüberliegenden Glockenturm Eingang in das Gebäude.
Das Kircheninnere birgt zwei Gemälde aus dem 17. Jahrhundert, die seit dem 5. März 1958 als bewegliche Objekte als Monument historique klassifiziert sind. Bei dem ersten Werk handelt es sich um eine Darstellung Marias mit Jesuskind. Bei dem rahmenlosen Ölgemälde könnte es sich um eine Kopie eines italienischen Originals handeln. Das zweite Werk ist das Altarbild und zeigt sie Szene der Kreuzabnahme mit der heiligen Maria Magdalena, dem Apostel Johannes, Josef von Arimathäa und dem heiligen Nikodemus. Die beiden Letztgenannten halten dabei den leblosen Körper von Jesus Christus. Bei dem Ölgemälde handelt es sich um eine Kopie eines verschwundenen Gemäldes von Hugo van der Goes. Im Jahre 2010 wurde dieses Werk von der Restauratorin Nathalie Legillon-Gavin restauriert.

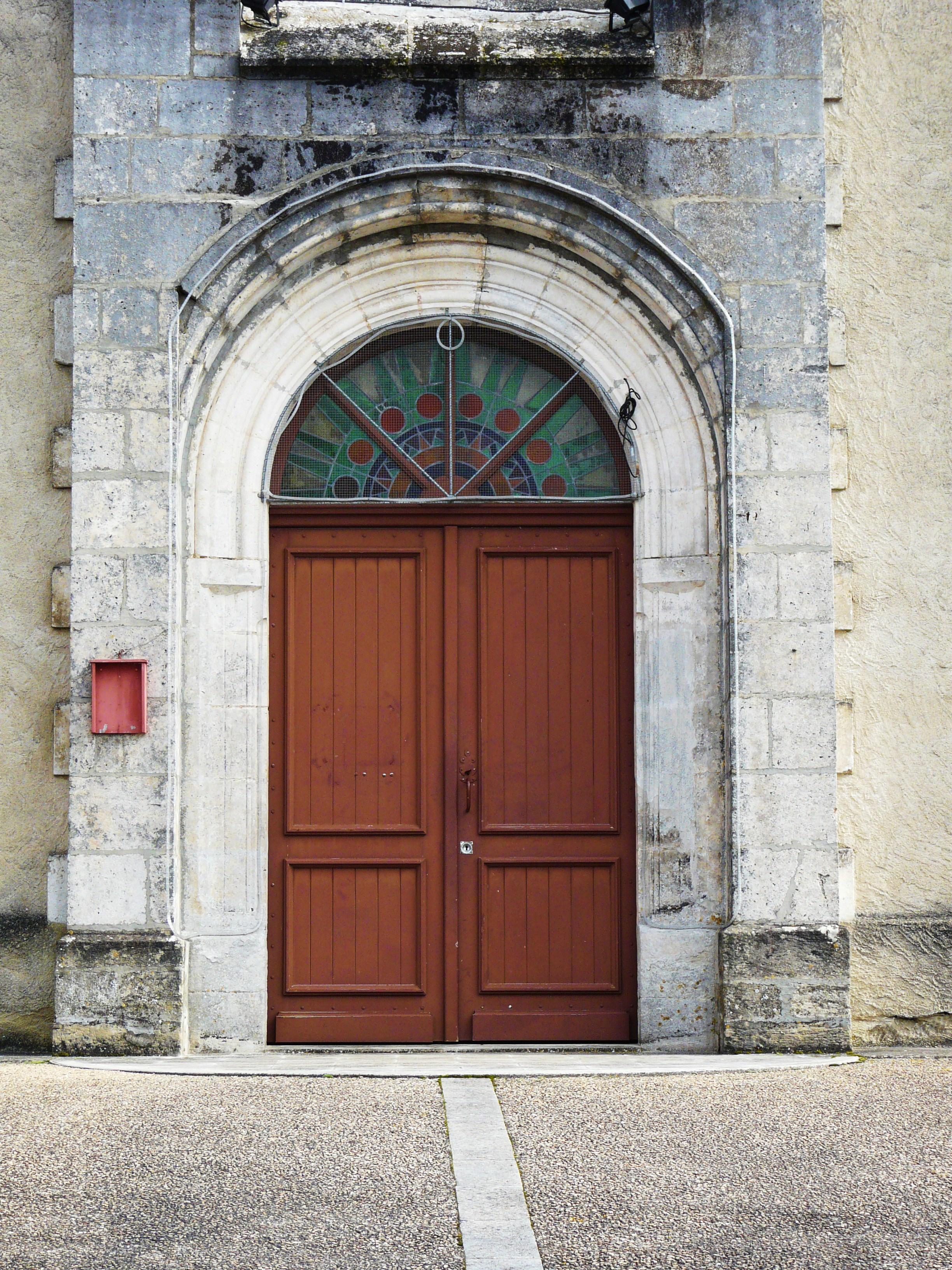
Eingangsportal
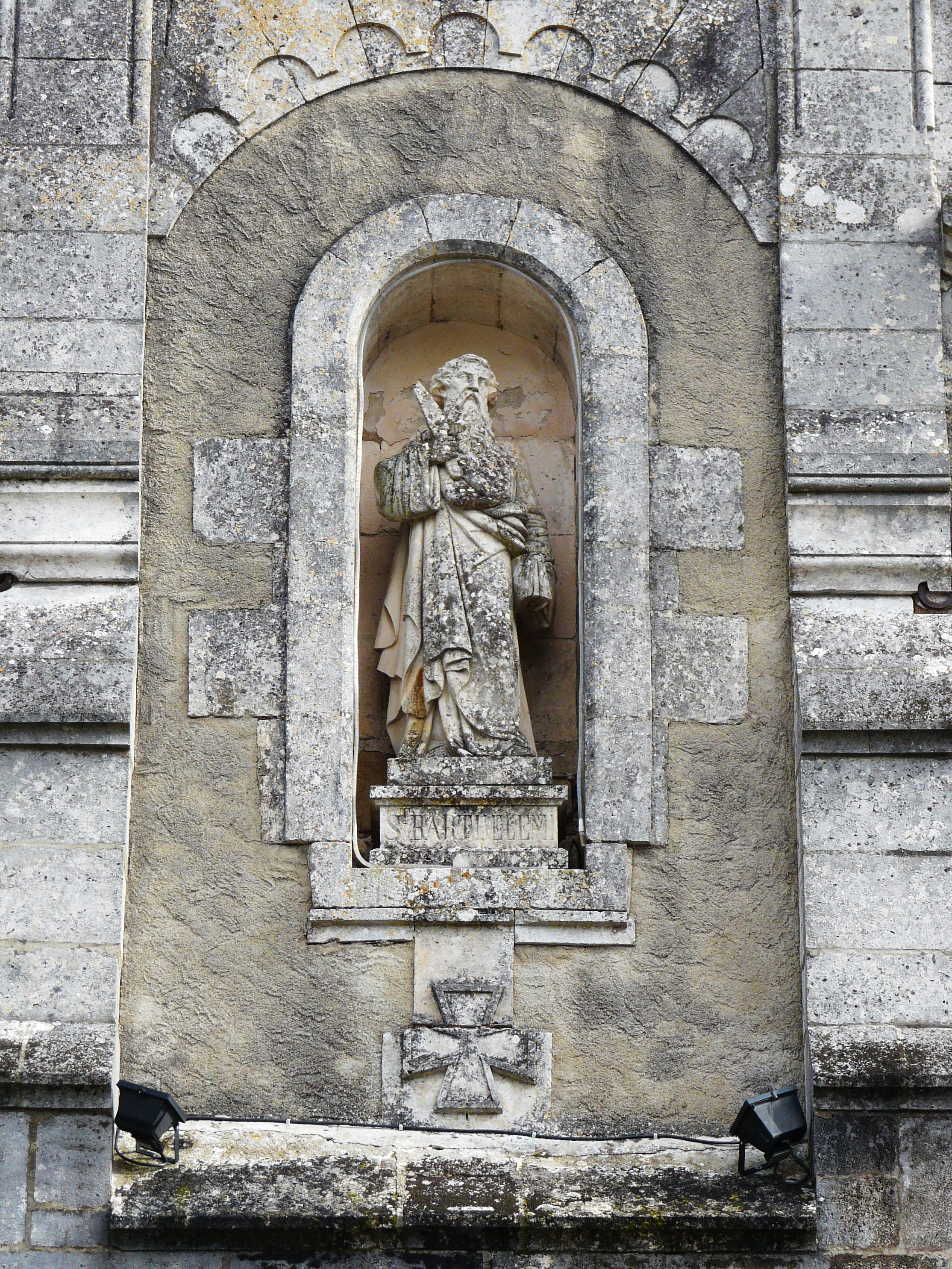
Statue oberhalb des Eingangsportals
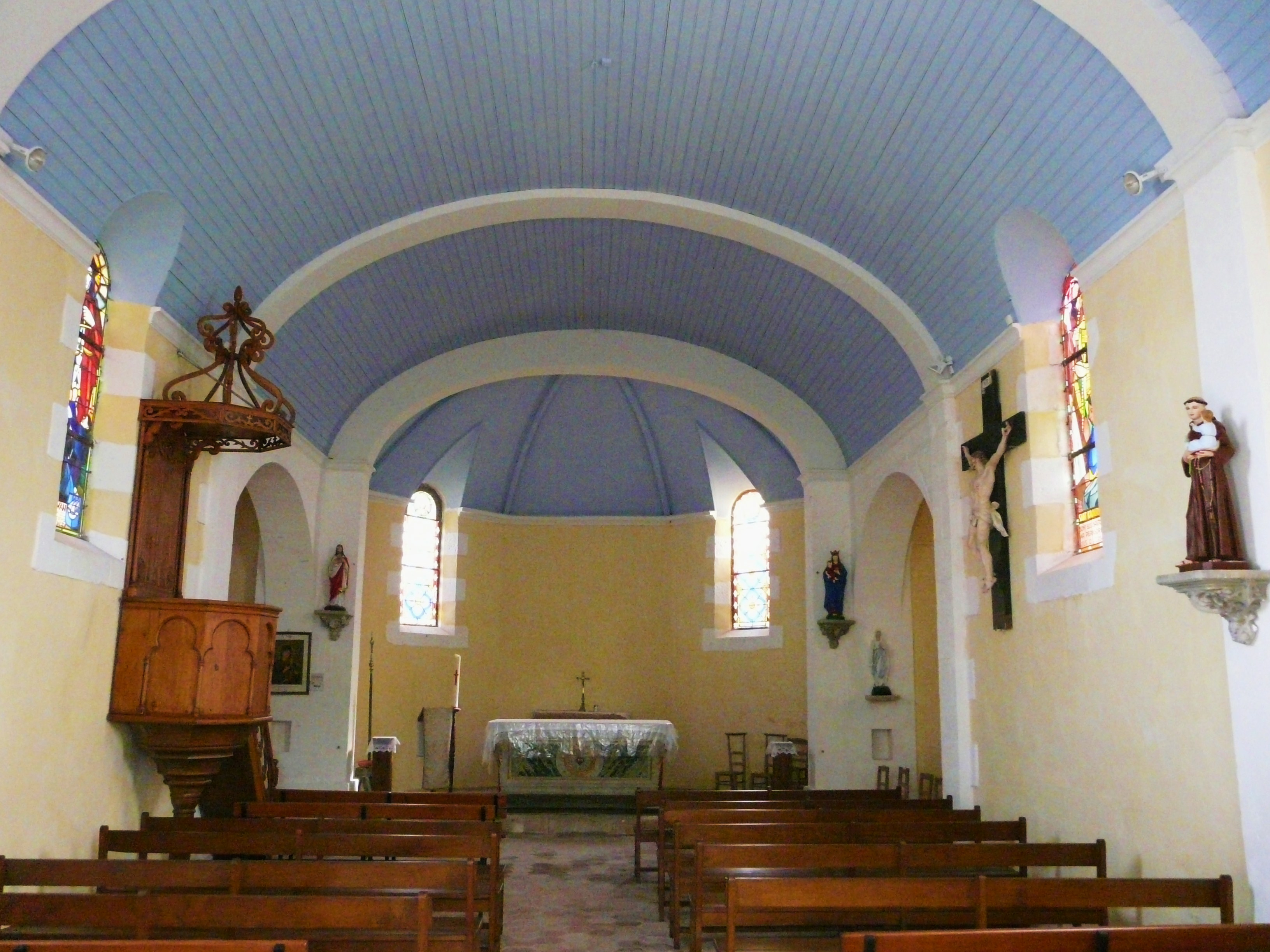
Kirchenschiff mit Blick auf den Chor
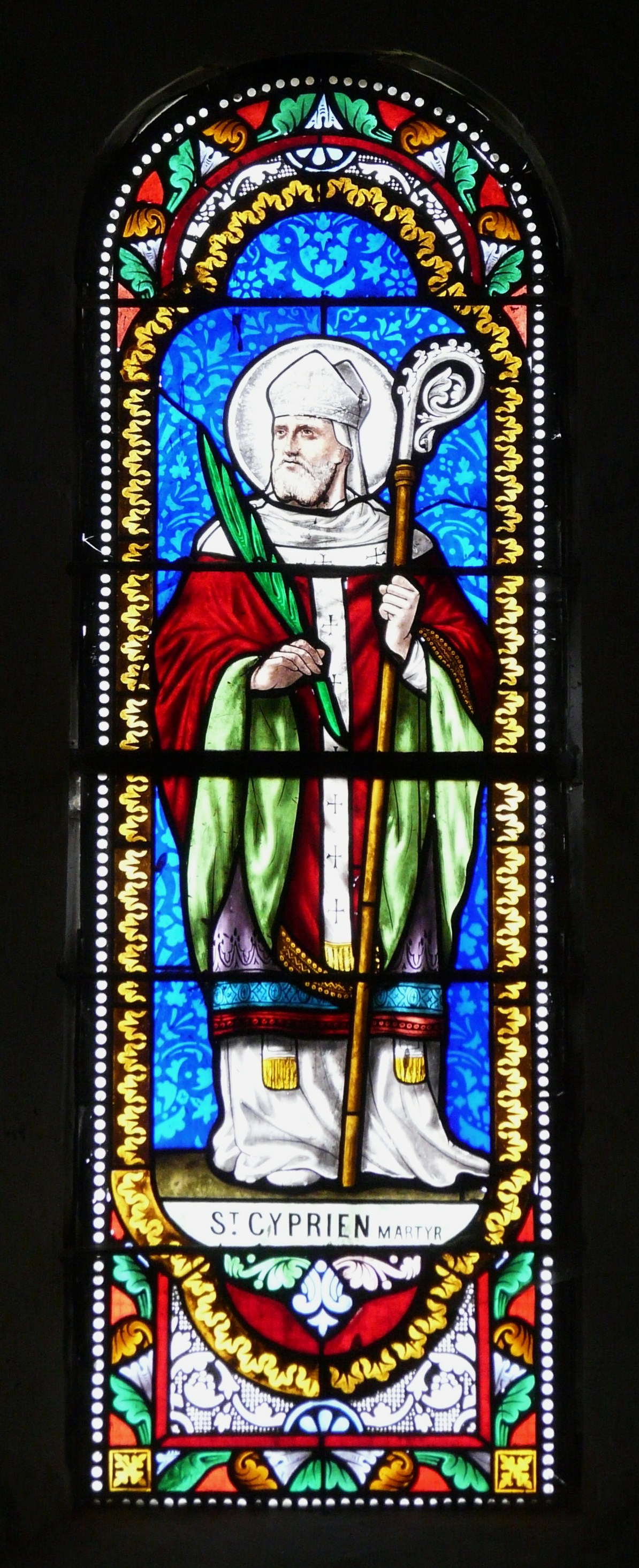
Glasfenster mit der Darstellung des Cyprian von Karthago

## Wirtschaft und Infrastruktur
Handel und Dienstleistungen sind die wichtigsten Wirtschaftsfaktoren der Gemeinde, die auf den „grünen“ Tourismus setzt

### Bildung
Die Gemeinde verfügt über eine öffentliche Vor- und Grundschule mit 68 Schülerinnen und Schülern im Schuljahr 2018/2019.

### Verkehr
Die Route départementale 8 durchquert das Gebiet der Gemeinde von Nord nach Süd. Nach Norden bindet sie Église-Neuve-de-Vergt an die Route nationale 21 in Richtung Périgueux und an einen Anschluss zur Autoroute A 89, genannt La Transeuropéenne an. Nach Süden führt die D8 nach Vergt, den gleichnamigen Hauptort des ehemaligen Kantons. Die Route départementale 44 führt vom Zentrum der Gemeinde in den Nachbarort Chalagnac.